# Daniel Ganzfried
Daniel Ganzfried (geboren 3. August 1958 in Afula, Israel) ist ein Schweizer Journalist.   

## Leben
Daniel Ganzfried kam als Einjähriger aus Israel in die Schweiz, zunächst nach Wabern bei Bern, dann 1983 nach Zürich, er lebt seit 2009 in Elm GL. Er absolvierte eine Lehre als Verlagsbuchhändler, war einige Jahre in Israel, Lateinamerika und den USA und ist seither als freischaffender Schriftsteller, Journalist und Manager bei politischen Kampagnen tätig. Ganzfried war Mitherausgeber der Publikationen zu den „Hannah Arendt Tagen Zürich“. Ganzfried schrieb unter anderem, zum Teil in Festanstellung, für die Bildagentur Keystone, das Schweizer Radio International, das Nachrichtenmagazin Facts, die Zeitschrift Gesundheit Sprechstunde, die Zeitschrift Schweizer Familie und die Zeitungen Blick und Weltwoche.
1995 veröffentlichte er den Roman Der Absender, der auch die Vorlage zum Film „Kaddish“ (1997) von Hans Stürm und Beatrice Michel lieferte. 1998 war er Mitherausgeber des Essaybandes „Nach dem Totalitarismus“.  
1998 veröffentlichte die Weltwoche Ganzfrieds Recherchen zum Fall des angeblichen Auschwitz-Überlebenden Binjamin Wilkomirski, wofür er 1999 einen Zürcher Journalistenpreis erhielt, 2002 erschien dazu die Erzählung ...alias Wilkomirski. Die Holocaust Travestie. 2004 sorgte seine in Facts veröffentlichte Reportage The Rabbi and the Geneva Account für den Rücktritt des Generalsekretärs des Jüdischen Weltkongresses (WJC) Israel Singer wegen Korruption.

## Werke (Auswahl)
- Der Absender. Roman. Zürich : Rotpunkt, 1995
- Die Holocaust-Travestie. Erzählung. In: Sebastian Hefti (Hrsg.): … alias Wilkomirski. Die Holocaust-Travestie. Berlin : Jüdische Verlagsanstalt, 2002, S. 17–154, ISBN 3-934658-29-6